# جولي باكارد
جولي باكارد Julie Packard (من مواليد عام 1952 أو 1953). ناشطة أمريكية في مجال الحفاظ على البيئة البحرية، ساهمت في إنشاء حوض خليج مونتيري المائي في أوائل ثمانينيات القرن الماضي، وتشغل منصب المديرة التنفيذية له منذ افتتاحه عام 1984، نشطت باكارد في المؤتمرات والندوات المتعلقة بحماية المحيطات والبيئة البحرية، وهي ناشطة أيضاً على مواقع التواصل الاجتماعي والإنترنت في نفس المجال. باكارد زميلة في الأكاديمية الأمريكية للفنون والعلوم وحاصلة على وسام أودوبون.

## النشأة والتعليم
ولدت جولي باكارد ونشأت في وادي سانتا كلارا في شمال كاليفورنيا، والدها هو ديفيد باكارد أحد مؤسسي شركة هيوليت باكارد، قضت جولي أغلب طفولتها في بيئة ريفية طبيعية، فكانت تزرع الحدائق وتركب الخيول وتتجول في الغابات وتتسلق الجبال وتميَّزت بأنها فضولية جداً، التحقت فيما بعد بجامعة كاليفورنيا وبرزت في علم الأحياء بشكلٍ خاص، وتخرَّجت عام 1974 مع درجة البكالوريوس في علم الأحياء، وحصلت على درجة الماجستير في عام 1978 من نفس الجامعة. وركَّزت في أطروحتها على دراسة الطحالب البحرية.

## مسيرتها المهنية
ساهمت جولي مع أفراد آخرين من عائلة باكارد في إنشاء حوض خليج مونتيري للأحياء البحرية. وممن ساهم في هذا المشروع أيضاً شقيقتها نانسي وهي حاصلة أيضاً على بكالوريوس في علم الأحياء البحرية، وساعد والدها في دعم البنية التحتية للحوض، وأصبحت جولي المديرة التنفيذية للحوض منذ افتتاحه عام 1984. وتترأس أيضاً مجلس إدارة معهد أبحاث خليج مونتيري للأحياء المائية. وهي أمينة مؤسسة ديفيد ولوسيل باكارد الخيرية. حصلت باكارد على ميدالية أودوبون من جمعية أودوبون الوطنية في عام 1998 لعملها في مجال حفظ البيئة البحرية وحمايتها. وانتخبت كزميلة في الأكاديمية الأمريكية للفنون والعلوم عام 2009، وحصلت على جائزة الإنجاز مدى الحياة من المؤسسة الوطنية الأمريكية للمحميات البحرية.
تحدث باكارد في العديد من الندوات والمؤتمرات المعنية بالحياة البحرية، بما في ذلك المؤتمر الدولي للأحياء البحرية، ومؤتمر المحيطات، وقمة الأحياء البحرية، وقمة العمل العالمي للمناخ، ومؤتمر الأمم المتحدة للمحيطات. وهي ناشطة أيضاً عبر وسائل التواصل الاجتماعي والإنترنت في الدعوة للحفاظ على الحياة البحرية، ومواجهة التغير المناخي والاحتباس الحراري، وكتبت عدداً من المقالات لصحيفتي نيويورك تايمز وبوسطن غلوب. وهي عضو فعالٌ أيضاً في لجنة المحيطات المشتركة التي تشكلت عام 2005.
حصلت جولي باكارد على درجة الدكتوراه الفخرية في العلوم من جامعة كاليفورنيا تقديراً لإنجازاتها العديدة في الحفاظ على المحيطات والبيئة البحرية [2]. وسمِّي نوعٌ خاص من المرجان باسمها تكريماً لها على تفانيها في الإشراف على المحيط، والمحافظة على البيئة البحرية، ورفع مستوى الوعي العام حول البيئة البحرية.

## العمل الخيري
تبرَّعت جولي باكارد بمليون دولار أمريكي لجامعة كاليفورنيا عام 2014 لإنشاء «صندوق التنوع في العلوم» الذي يمول برامج لدعم طلاب الأقليات الممثلة تمثيلاً ناقصا في العلوم والرياضيات ضمن الجامعة a. كما قدمت أموالاً لقسم العلوم والسياسة البيئية في جامعة كاليفورنيا.

## روابط خارجية
- جولي باكارد على موقع IMDb (الإنجليزية)